# Stenothoe gallensis
Stenothoe gallensis är en kräftdjursart som beskrevs av A. O. Walker 1904. Stenothoe gallensis ingår i släktet Stenothoe och familjen Stenothoidae. Inga underarter finns listade i Catalogue of Life.